# 화홍문
수원화성의 북쪽 수문. 경기도 수원시 팔달구 에 있다. 수원천 을 끼고 남수문과 반대 방향에 위치해 있으므로 북수문(北水門)이라고도 불린다.

## 역사
1795년(정조 19) 창건 1848년(헌종 14) 홍수로 유실 후 재건하였으나 1922년 홍수로 유실 1932년 복원하였다.

## 같이 보기
- 수원 화성